# Heimito von Doderer-Literaturpreis

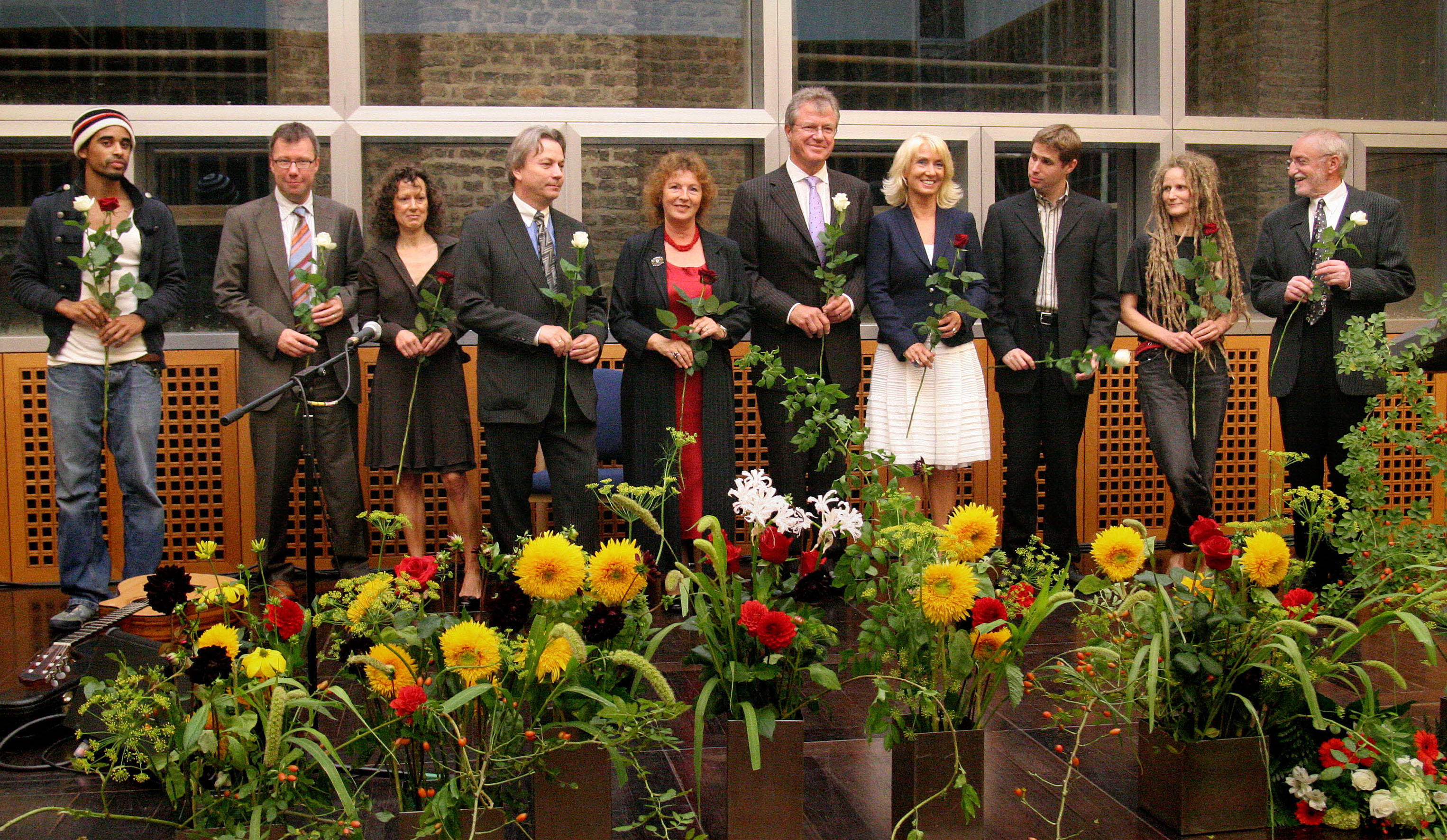
Verleihung des Heimito von Doderer Preises an Daniel Kehlmann (dritter von rechts) 2006 in Köln. Der Stifter des Preises, Henner Löffler, ist der fünfte von rechts.

Der Heimito von Doderer-Literaturpreis wurde 1996 anlässlich des 100. Geburtstags Heimito von Doderers von Henner Löffler gestiftet. Mit ihm soll zum einen die Erinnerung an „einen der bedeutendsten Schriftsteller“ des 20. Jahrhunderts wachgehalten werden, zum anderen sollen Einzel- oder Gesamtwerke zeitgenössischer Schriftsteller gewürdigt werden, die „sich durch hohe Sprachsensibilität und -originalität in der Tradition“ Doderers auszeichnen.
Die Preisvergabe fand 1996 in Wien und 1997 in Berlin statt, von 1998 bis zur vorläufig letzten Vergabe 2010 wurde der Preis in Köln verliehen.
„Erzählerisch starke Erstlingswerke“ werden mit dem Förderpreis zum Heimito von Doderer-Literaturpreis ausgezeichnet; zu besonderen Anlässen werden Sonderpreise vergeben. Der Hauptpreis ist mit einem Preisgeld in Höhe von 20.000 Euro (seit 2006) verbunden, die Förder- und Sonderpreise sind mit jeweils 5.000 Euro dotiert. 
Im Jahr 1990 wurden von der NöART Niederösterreich Gesellschaft für Kunst und Kultur einmalig Doderer-Literaturpreise verliehen. Preisträger waren damals Robert Menasse und Kurt Strasser.

## Preisträger

### Hauptpreis
- 2010 Anna Katharina Hahn und Heinrich Steinfest
- 2008 Jenny Erpenbeck
- 2006 Daniel Kehlmann
- 2004 Felicitas Hoppe und Anne Weber
- 2002 Gerhard Polt
- 2001 Galsan Tschinag
- 2000 Walter Kempowski
- 1999 Martin Mosebach
- 1998 Urs Widmer
- 1997 Peter Waterhouse
- 1996 Ror Wolf

### Förderpreis
- 2010 nicht vergeben
- 2008 Saša Stanišić
- 2006 Kerstin Młynkec
- 2002 Marica Bodrožić
- 2000 Doron Rabinovici
- 1999 Werner Fritsch
- 1998 Kathrin Schmidt
- 1997 Thomas Meinecke
- 1996 Stephan Wackwitz

### Sonderpreis
- 2008 Reiner Stach (Sonderpreis für Biographie)
- 2001 Erika Fuchs (für ihren Beitrag zur Entwicklung der deutschen Sprache)
- 1998 Franz Josef Czernin (Sonderpreis für literarische Essayistik)